# Sainte-Geneviève-des-Bois, Essonne
Sainte-Geneviève-des-Bois là một xã ở tỉnh Essonne thuộc vùng Île-de-France miền bắc nước Pháp.
Theo điều tra dân số năm 1999, dân số xã này là 32.125 người. Ước tính dân số năm 2005 là 33.900.
Danh xưng cư dân địa phương Sainte-Geneviève-des-Bois trong tiếng Pháp là Génovéfains.